# Список позвоночных, занесённых в Красную книгу Чеченской Республики
В списке перечислены все позвоночные животные, включённые в Красную книгу Чеченской Республики издания 2007 года.

## Класс Круглоротые — Cyclostomata

### Отряд Миногообразные — Petromyzontiformes
- Caspiomyzon wagneri — Каспийская минога

## Класс Лучепёрые рыбы — Actinopterygii

### Отряд Осетрообразные — Acipenformes
- Acipenser gueldenstaedtii — Русский осётр
- Acipenser stellatus — Севрюга
- Acipenser nudiventris — Шип (рыба)

### Отряд Лососеобразные — Salmoniformes
- Salmo trutta caspius — Каспийский лосось
- Salmo trutta — Кумжа
- Salmo trutta ezenami — Эйзенамская форель

### Отряд Карпообразные — Cipriniformes
- Rutilus frisii kutum — Кутум (рыба)
- Chalcalburnus chalcoides — Каспийская шемая
- Chodrosoma oxyrechinchus — Терский подуст
- Sabanejewia caucasica — Предкавказская щиповка
- Barbus capito — Усач Булат-Маи
- Barbus brachicephalus — Каспийский усач
- Aspius aspius — Жерех

## Класс Земноводные — Amphibia

### Отряд Хвостатые — Caudata
- Triturus karelinii — Тритон Карелина
- Triturus vulgaris lantzi — Тритон обыкновенный Ланца

### Отряд Бесхвостные — Anura
- Pelodytes caucasicus — Кавказская крестовка
- Bufo verrucosissimus — Кавказская жаба

## Класс Пресмыкающиеся — Reptilia

### Отряд Черепахи — Testudines
- Testudo graeca — Средиземноморская черепаха

### Отряд Чешуйчатые — Squamata
- Cyrtopodion russowi — Серый геккон
- Trapelus sanguinolentus — Степная агама
- Phrynocephalus helioscopus — Такырная круглоголовка
- Phrynocephalus mystaceus — Ушастая круглоголовка
- Ophisops elegans — Стройная змееголовка
- Darewskia caucasica vedenica — Кавказская веденская ящерица
- Eryx jaculus — Западный удавчик
- Eryx miliaris — Песчаный удавчик
- Coluber najadum — Оливковый полоз
- Elaphe dione — Узорчатый полоз
- Elaphe sauromates — Палласов полоз
- Elaphe hohenackeri — Закавказский полоз
- Vipera ursinii — Степная гадюка
- Vipera lotievi — Гадюка Лотиева
- Vipera dinniki — Гадюка Динника

## Класс Птицы — Aves

### Отряд Гагарообразные — Gaviiformes
- Gavii arctica arctica — Чернозобая европейская гагара

### Отряд Веслоногие — Pelecaniformes
- Phalacrocorax pygmeus — Малый баклан
- Pelecanus onocrotalus — Розовый пеликан
- Pelecanus crispus — Кудрявый пеликан

### Отряд Аистообразные — Ciconiiformes
- Bubulcus ibis — Египетская цапля
- Platalea leucorodia — Обыкновенная колпица
- Plegadis falcinellus — Каравайка
- Ciconia ciconia — Белый аист
- Ciconia nigra — Чёрный аист

### Отряд Гусеобразные — Anseriformes
- Rufibrenta ruficollis — Краснозобая казарка
- Anser erythropus — Пискулька
- Cygnus bewickii — Малый лебедь
- Tadorna ferruginea — Огарь
- Tadorna tadorna — Пеганка
- Anas angustirostris — Мраморный чирок
- Aythya nyroca — Белоглазый нырок
- Oxyura leucocephala — Савка

### Отряд Соколообразные — Falconiformes
- Pandion haliaetus — Скопа
- Circus macrourus — Степной лунь
- Accipiter brevipes — Европейский тювик
- Buteo rufinus — Курганник
- Circaetus gallicus — Змееяд
- Aquila nipalensis — Степной орёл
- Aquila clanga — Большой подорлик
- Aquila pomarina — Малый подорлик
- Aquila heliaca — Могильник (птица)
- Aquila chrysaetos — Беркут
- Haliaeetus albicilla — Орлан-белохвост
- Gypaetus barbatus — Бородач
- Neophron percnopterus — Обыкновенный стервятник
- Aegypius monachus — Чёрный гриф
- Gyps fulvus — Белоголовый сип
- Falco cherrug — Балобан
- Falco peregrinus — Сапсан
- Falco vespertinus — Копчик
- Falco naumanni — Степная пустельга

### Отряд Куриные — Galliformes
- Lyrurus mlokosiewiczi — Кавказский тетерев
- Tetraogallus caucasicus — Кавказский улар
- Phasianus colchicus — Обыкновенный фазан

### Отряд Журавлеобразные — Gruiformes
- Anthropoides virgo — Журавль-красавка
- Porphyrio porphyrio — Султанка
- Otis tarda — Дрофа
- Tetrax tetrax — Стрепет

### Ржанкообразные — Charadriiformes
- Burhinus oedicnemus — Авдотка
- Charadrius asiaticus — Каспийский зуёк
- Himantopus himantopus — Ходулочник
- Recurvirostra avosetta — Шилоклювка
- Haematopus ostralegus — Кулик-сорока
- Numenius arquata — Большой кроншнеп
- Glareola nordmanni — Степная тиркушка
- Sterna albifrons — Малая крачка

### Отряд Совообразные — Striqiformes
- Bubo bubo — Филин

### Отряд Воробьинообразные — Passeriformes
- Lanius excubitor — Серый сорокопут
- Monticola solitarius — Синий каменный дрозд
- Phoenicurus erythrogaster erythrogaster — Краснобрюхая горихвостка

## Класс Млекопитающие — Mammalia

### Отряд Насекомоядные — Eulipotyphla
- Sorex raddei — Бурозубка Радде
- Neomys schelkovnikovi — Кутора Шелковникова
- Crocidura leucodon — Белобрюхая белозубка

### Отряд Рукокрылые — Chiroptera
- Rhinolophus hipposideros — Малый подковонос
- Rhinolophus ferrumequinum — Большой подковонос
- Myotis blythi — Остроухая ночница
- Myotis mystacinus — Усатая ночница
- Plecotus auritus — Бурый ушан
- Nyctalus lasiopterus — Гигантская вечерница
- Vespertilio murinus — Двухцветный кожан

### Отряд Грызуны — Rodentia
- Spalax giganteus — Гигантский слепыш

### Отряд Хищные — Carnivora
- Vulpes corsac — Корсак
- Ursus arctos — Бурый медведь
- Mustela lutreola turovi — Европейская норка
- Mustela eversmanni — Степной хорёк
- Vormela peregusha peregusha — Южнорусская перевязка
- Meles meles — Барсук
- Lutra lutra — Выдра
- Felis silvestris caucasica — Лесной кот
- Felis chaus — Камышовый кот
- Lynx lynx — Обыкновенная рысь
- Panthera pardus ciscaucasica — Переднеазиатский леопард

### Отряд Китопарнокопытные — Cetartiodactyla
- Cervus elaphus — Благородный олень
- Rupicarpa rupicarpa caucasica — Кавказская серна
- Capra hircus aegagrus — Безоаровый козёл
- Bison bonasus — Зубр